# Sent Adornin (Losera)
Sent Adornin (en francès Saint-Saturnin) és un municipi francès situat al departament del Losera i a la regió d'Occitània.